# کوزه‌لی
کوزه لی، روستایی است از توابع بخش کمالان شهرستان علی‌آباد در استان گلستان ایران و مهد بزرگانی همچون میکائیل کوزه لی و امین پلنگ

## جمعیت
این روستا در دهستان شیرنگ قرار دارد و براساس سرشماری مرکز آمار ایران در سال ۱۳۸۵، جمعیت آن ۳۸۶ نفر (۸۰خانوار) بوده‌است.

## اطلاعات داخلی
این روستا به دو بخش "کوزه لی جنوبی" (سمت چپ خیابان از طرف شغال تپه) و "کوزه لی شمالی" (سمت راست خیابان) تقسیم می شود
از جاهای دیدنی این روستا می توان به زیارتگاه سیدآقا،منطقه نمونه گردشگری پشواز و مراتع زیبای روستا اشاره کرد.